# Finsch' organist
De Finsch' organist (Euphonia finschi) is een zangvogel uit de familie Fringillidae (vinkachtigen).

## Verspreiding en leefgebied
Deze soort komt voor van zuidoostelijk Venezuela tot de Guyana's en noordelijk Brazilië (noordelijk Roraima.)